# Patxi Pagoaga
José María Pagoaga Larrañaga, más conocido como Patxi Pagoaga (Motrico, Guipúzcoa, 10 de noviembre de 1951 - San Sebastián, 29 de junio de 1995) fue un jugador de balonmano español de la División de Honor, ocupando la posición de portero, considerado uno de los mejores porteros de la historia del balonmano español, coetáneo de José Perramón. Siempre destacó por su gran colocación bajo los palos.
A finales de junio de 1995 falleció de cáncer. Desde 1996 se celebra un memorial en su nombre en el pueblo guipuzcoano de Motrico con la participación en todo del FC Barcelona en todas sus ediciones. 
Su amigo Valero Rivera le dedicó la segunda Copa de Europa que conseguía con el FC Barcelona un año después de su desaparición, tras unas duras declaraciones del presidente del Bidasoa Irún, que lo había acusado de espía del Barça.

## Carrera deportiva

### Clubes
Se formó como jugador de balonmano en el País Vasco, en los Marianistas de Vitoria. De ahí pasó a la JD Arrate con la que logró el ascenso a la División de Honor y debutó en dicha categoría. De ahí fichó por el club catalán del BM Granollers en 1974, donde consiguió la Recopa de Europa de 1976. En 1977 fue fichado, tras acabar contrato con los vallesanos, por el Atlético de Madrid. Terminó su carrera deportiva en el FC Barcelona donde jugó entre 1979 y 1984.

### Selección española
Fue 85 veces internacional con la selección nacional.
Junto a Goyo y Uría, debutó en 1975 con la selección española en Alicante. Participó en los Juegos Olímpicos de Moscú 1980 siendo el portero titular. Ganó el Campeonato del Mundo B con España en 1979.

## Trayectoria
- JD Arrate (1969-1974)
- BM Granollers (1974-1977)
- Atlético de Madrid (1977-1979)
- FC Barcelona (1979-1984)

## Palmarés Clubes
- 1 Recopa de Europa: 1975-76
- 2 Liga de División de Honor: